# Governador Antonio Mariz
Antonio Mariz é um bairro brasileiro da cidade de Patos, estado da Paraíba.
Os limites do bairro são os seguintes: ao norte - Sítio Laranjeiras e Serrota de Euclides Guedes; ao sul - Riacho do Frango (parte do Juá Doce, parte do Loteamento Bela Vista, parte do Loteamento Jardim Europa, Loteamento Novo Horizonte e parte do Loteamento Jardim Lacerda); ao leste - Rio Espinharas; e ao oeste - estrada de ferro e Cruz da Menina.

## Histórico
A área urbana recebeu denominação oficial em 22 de abril de 1996, através da Lei nº 2.269/1996, no período do então prefeito Ivânio Ramalho.

### Antonio Marques Mariz
O bairro recebeu a denominação de Governador Antonio Mariz em homenagem a Antonio Marques da Silva Mariz, nascido em João Pessoa, em 5 de dezembro de 1937, foi advogado, promotor de justiça e político brasileiro. Durante sua carreira política, foi prefeito de Sousa (1963-1969), deputado federal pela Paraíba por quatro mandatos, senador (1991-1994) e governador da Paraíba de 1 de janeiro de 1995 até 16 de setembro de 1995, quando morreu.